# Буљарица
Буљарица је насељено мјесто у општини Будва у Црној Гори. Према попису из 2023. било је 137 становника. Овдје се налази манастир Градиште.

## Демографија
У насељу Буљарица живи 119 пунолетних становника, а просечна старост становништва износи 37,3 година (35,2 код мушкараца и 39,9 код жена). У насељу има 48 домаћинстава, а просечан број чланова по домаћинству је 3,33.
Ово насеље је углавном насељено Црногорцима (према попису из 2003. године), а у последња три пописа, примећен је пад у броју становника.
|  |

| Демографија | Демографија | Демографија |
| Година      | Становника  | Становника  |
| ----------- | ----------- | ----------- |
|             |             |             |
|             |             |             |
|             |             |             |
|             |             |             |
| 1948.       | 262         |             |
| 1953.       | 270         |             |
| 1961.       | 299         |             |
| 1971.       | 398         |             |
| 1981.       | 367         |             |
| 1991.       | 183         | 175         |
| 2003.       | 167         | 160         |
|             |             |             |

| Етнички састав према попису из 2003.‍ | Етнички састав према попису из 2003.‍ | Етнички састав према попису из 2003.‍ | Етнички састав према попису из 2003.‍ | Етнички састав према попису из 2003.‍ |
| ------------------------------------ | ------------------------------------ | ------------------------------------ | ------------------------------------ | ------------------------------------ |
|                                      |                                      |                                      |                                      |                                      |
| Црногорци                            | Црногорци                            |                                      | 113                                  | 70,62%                               |
| Срби                                 | Срби                                 |                                      | 40                                   | 25,0%                                |
| непознато                            | непознато                            |                                      | 2                                    | 1,25%                                |

| Година пописа     | 1948. | 1953. | 1961. | 1971. | 1981. | 1991. | 2003. |
| ----------------- | ----- | ----- | ----- | ----- | ----- | ----- | ----- |
| Број домаћинстава | 57    | 64    | 70    | 98    | 99    | 48    | 49    |

| Број чланова      | 1  | 2  | 3 | 4 | 5  | 6 | 7 | 8 | 9 | 10 и више | Просек |
| ----------------- | -- | -- | - | - | -- | - | - | - | - | --------- | ------ |
| Број домаћинстава | 48 | 10 | 9 | 6 | 10 | 8 | 3 | 0 | 2 | 0         | 0      |

| Пол    | Укупно | Неожењен/Неудата | Ожењен/Удата | Удовац/Удовица | Разведен/Разведена | Непознато |
| ------ | ------ | ---------------- | ------------ | -------------- | ------------------ | --------- |
| Мушки  | 72     | 22               | 36           | 4              | 2                  | 8         |
| Женски | 56     | 9                | 34           | 9              | 2                  | 2         |
| УКУПНО | 128    | 31               | 70           | 13             | 4                  | 10        |

| Пол    | Укупно                    | Пољопривреда, лов и шумарство | Рибарство                            | Вађење руде и камена | Прерађивачка индустрија       |
| ------ | ------------------------- | ----------------------------- | ------------------------------------ | -------------------- | ----------------------------- |
| Мушки  | 24                        | 0                             | 0                                    | 0                    | 1                             |
| Женски | 9                         | 0                             | 0                                    | 0                    | 1                             |
| УКУПНО | 33                        | 0                             | 0                                    | 0                    | 2                             |
| Пол    | Производња и снабдевање   | Грађевинарство                | Трговина                             | Хотели и ресторани   | Саобраћај, складиштење и везе |
| Мушки  | 2                         | 3                             | 3                                    | 3                    | 4                             |
| Женски | 0                         | 1                             | 4                                    | 1                    | 0                             |
| УКУПНО | 2                         | 4                             | 7                                    | 4                    | 4                             |
| Пол    | Финансијско посредовање   | Некретнине                    | Државна управа и одбрана             | Образовање           | Здравствени и социјални рад   |
| Мушки  | 0                         | 0                             | 2                                    | 2                    | 1                             |
| Женски | 0                         | 0                             | 0                                    | 1                    | 0                             |
| УКУПНО | 0                         | 0                             | 2                                    | 3                    | 1                             |
| Пол    | Остале услужне активности | Приватна домаћинства          | Екстериторијалне организације и тела | Непознато            | Непознато                     |
| Мушки  | 3                         | 0                             | 0                                    | 0                    | 0                             |
| Женски | 1                         | 0                             | 0                                    | 0                    | 0                             |
| УКУПНО | 4                         | 0                             | 0                                    | 0                    | 0                             |